# Webb Seymour, 10. Duke of Somerset

Wappen des Webb Seymour, 10. Duke of Somerset

Webb Seymour, 10. Duke of Somerset (* 3. Dezember 1718; † 15. Dezember 1793) war ein britischer Peer und Politiker.

## Leben
Er entstammte der Familie Seymour und war der zweite Sohn des Edward Seymour, 8. Duke of Somerset, und der Mary Webb.
Beim Tod seiner Mutter erbte er 1768 das Anwesen in Monkton Farleigh in Wiltshire, das sein Großvater mütterlicherseits, Daniel Webb (1661–1716), hinterlassen hatte.
Am 11. November 1769 heiratete er Anna Maria Bonnell († 1802), Tochter und Alleinerbin des John Bonnell, Gutsherr von Stanton Harcourt in Oxfordshire. Mit ihr hatte er vier Söhne:
- Edward Seymour (1771–vor 1775);
- Webb Seymour (1772–1774);
- Edward Adolphus Seymour, 11. Duke of Somerset (1775–1855);
- Lord Webb John Seymour (1777–1819).

Am 2. Januar 1792 erbte er von seinem kinderlosen älteren Bruder Edward Seymour, 9. Duke of Somerset, dessen Adelstitel als 9. Duke of Somerset, 9. Baron Seymour und 7. Baronet, of Berry Pomeroy, und wurde dadurch Mitglied des House of Lords. Als er bereits am 15. Dezember 1793 starb, fielen diese Titel an seinen ältesten überlebenden Sohn Edward als 11. Duke of Somerset.